# Gintarėlis
Gintarėlis (dt. 'Bernsteinchen') ist ein Knaben- und Jugendchor in der Hafenstadt Klaipėda, der drittgrößten Stadt Litauens.

## Geschichte
1963 gründete Rimantas Zdanavičius den Knabenchor in Klaipėda. 1966 erhielt der Chor den heutigen Namen.
1970 gründete man in Klaipėda die 2. Kindermusikschule (seit 1995 Jeronimas-Kačinskas-Musikschule) mit der Abteilung für Chorsingen. Hier lernten die „Gintarėlis“-Choristen Musik (Solfège, Musikgeschichte, Klavier, Chorleitung).
1991 belegte der Chor den 3. Platz bei Cantonigros (in Spanien) und 2000 den 1. Platz bei European Confestival (in Kalundborg, Dänemark). 1995 nahm der Chor an einem Festival in Nantes (Frankreich) und am Wettbewerb von Stasys Šimkus (Litauen) teil.

## Schüler
- Kęstutis Dirgėla (* 1960), Politiker, Mitglied des Seimas

## Leitung
- 1963–1969: Rimantas Zdanavičius
- 1969–1973: Nelė Gricienė-Narbutaitė
- 1974–1984: Albertas Rožė
- 1985–2012: Juozas Kubilius
- seit 2013: Tomas Ambrozaitis.

Chormeister sind Marius Lingvenis, Petras Mikutis, Žydrė Sinkevičiūtė, Darius Povilionis.